# Alfonso I. Aragonski i Navarski
Alfonso I. (1073./1074. – 8. rujna 1134.), zvani Bojovnik (španjolski: el Batallador, baskijski: Borrokalaria), bio je kralj Aragonije i Navare od 1104. do smrti 1134. Bio je drugi sin kralj Sanča Ramíreza, a naslijedio je svog polubrata Petra I. Brak s Urakom, kraljicom Kastilje i Leóna godine 1109. mu je omogućio oslovljavanje titulom cara Španjolske (Imperator totius Hispaniae), a koju je prethodno koristio njegov tast Alfonso VI. Alfonso Bojovnik je svoj nadimak stekao kao jedan od uspješnijih vođa Reconquiste. Najveće uspjehe je imao u srednjem toku rijeke Ebro, gdje je od muslimana 1118. preoteo grad Zaragozu, kao i gradove Ejeu, Tudelu, Calatayud, Borju, Tarazonu, Darocu i Monreal del Campo. Umro je u rujnu 1134. nedugo nakon što su ga muslimani porazili u bitci kod Frage.

## Mladost
Alfonso je najranije godine proveo u samostanu Siresa, učeći čitanje i pisanje te vojne umjetnosti pod tutorstvom Lopea Garcésa "Hodočanika".
Tijekom vladavine svog polubrata, sudjelovao je u zauzimanju Huesce (bitka kod Alcoraza, 1096.), koji je postao najveći grad u kraljevstvu i novi glavni grad. Također se pridružili El Cidovoj ekspediciji u Valenciji. Njegov otac mu je dao kneževstvo Biel, Luna, Ardenes i Bailo.
Niz smrtnih slučajeva doveo je Alfonsa izravno na red za prijestolje. Djeca njegova brata, Izabela i Petar, umrla su 1103. tj. 1104.

## Bračni sukobi
Strastveni borac (borio se u dvadeset i devet bitaka protiv kršćana ili Maura), oženio se (kada je imao više od 30 godina i bio poznati neženja) godine 1109. ambicioznom kraljicom Urakom od Leona, strastvenom ženom neprikladnom za sporednu ulogu. Brak je uredio njezin otac Alfonso VI. od Leóna 1106. kako bi ujedinio dvije glavne kršćanske države protiv Almoravida, te ih opskrbio sposobnim vojskovođom. Uraka je bila uporna glede njezinih prava kao kraljice. Muž i žena su se brutalno posvađali te je došlo do otvorenog rata, tako da je Uraka zaglavila pod opsadom u Astorgi 1112. Alfonso je imao podršku jednog dijela plemstva koje je pronašlo svoj interes u zbrci. Budući da je bio puno bolji vojnik nego bilo koji od protivnika dobio je bitku kod Candespina i bitku kod Viadangosa, ali jedini provjereni njegovi pristaše su bili njegovi Aragonci, koji nisu bili dovoljni da bi držali Kastilju i Leon pokornima.Papa je poništio brak Alfonsa i Urake jer su bili rođaci u drugom koljenu, godine 1110., ali je Alfonso ignorirao papinskog nuncija i ostao u braku s Urakom do 1114. Tijekom svog braka,  nazivao je sebe "Kralj i Car Kastilije, Toleda, Aragona, Pamplone, Sobrarbe i Ribagorze" u znak priznanja svojih prava kao Urakin muž. Njegove naslijeđene zemlje po ocu, uključuju i kraljevstvo njegovog prastrica Gonzala i njegov prerogativ za osvajanjem Andaluzije od muslimana. Umetnuo je naslov imperatora na temelju toga da je imao tri kraljevstva pod svojom vlašću.
Alfonsov kasni brak i njegov neuspjeh da se ponovno oženio stvori legitimnog nasljednika koji je trebao biti i dinastička poveznica njegove agresivne teritorijalne politike objašnjava se nedostatku interesa za žene. Ibn al-Athir (1166. – 1234.) opisuje Alfonsa kao neumornog vojnika koji bi spavao u oklopu, bez olakšica i pokrivača, na upit zašto nije sam sebi priuštio zadovoljstvo s jednom   od zarobljenica od muslimanskih poglavara, odgovoriti je da čovjek posvećen ratu treba društvo muškaraca, a ne žena.

## Vojna ekspanzija
Alfonso je proveo prve četiri godine u gotovo stalnom ratu s muslimanima. Godine 1105., osvojio je Ejeu i Tauste i utvrdio Castellar i Juslibol. Godine 1106., pobijedio je Ahmad al-II Musta'in od Zaragoze kod Valtierra. Godine 1107., zauzeo je Tamarit de Litera i Estebana de la Litera. Zatim je uslijedilo razdoblje kojim su dominirali njegovi odnosi s Kastiljom i Leonom preko njegove supruge, Urake. Nastavio je osvajanja 1117. osvojivši Fitero Corella, Cintruénigo, Murchante, Monteagudo i Cascante.
Godine 1118., Vijeće Toulousea proglasilo je križarski rat kako bi pomoglo u osvajanju Zaragoze. Mnogi Francuzi su se pridružili Alfonsu kod Ayerbe. Zauzeli su Almudévar, Gurrea de Gallego i Zueru,  opsjedajući Zaragozu do kraja svibnja. Grad je pao na 18. prosinca, a Alfonsove snage su okupirale Azudu, vladin toranj. Veliku palaču grada dobili redovnici Bernarda. Odmah, grad je proglašen Alfonsovo prijestolnicom. Dvije godine kasnije 1120., pobijedio je muslimansku vojsku koja su namjeravala preoteti   novu prijestolnicu u bitci kod Cutanda. On je sam proglasio nadležnost tortum po tortum, olakšavajući preuzimanje zakona u vlastite ruke, kojim bi između ostalog ponovo muslimani imali pravo ostati u gradu i   zadržati svoju imovinu i prakticiraju svoju religiju pod vlastitom jurisdikcijom pod uvjetom da plaćaju porez i presele se u predgrađa.
Godine 1119., ponovno je zauzeo Cerveru, Tudején, Castellon, Taragonu, Agredu, Magallon, Borju, Alagón, Novillas, Mallén, Ruedu, Épilu i naselili područje Sorije. Započeo je opsadu Calatayuda, ali je ostavio vojsku koja je naposljetku poražena kod Cutande pokušavajući ponovno zauzeti Zaragozu. Kad je Calatayud pao, zauzeo je Bubiercu, Alhamu de Aragon, Arizu i Darocu (1120.).  Godine 1123., opkolio je i zauzeo Lleidu u Kataloniji koja je bila u rukama grofa od Barcelone. Od zime 1124. do rujna 1125., pošao je na rizičnu ekspediciju na Peña Cadiellu duboko u Andaluziji.
U velikom pohodu godine 1125., odveo je veliki dio podložnih kršćana iz Granade, te na jugozapadu Francuske, te je imao suparnika za prijestolje kralja Navare. Od 1125. do 1126., bio je u pohodu kampanju protiv Granade, gdje je pokušavao instalirati kršćanskog princa i Cordobe, gdje je stihao samo do Motrila. Godine 1127., osvojio je Longares, ali istovremeno izgubio sve kastilske posjede od Alfonsa VII. Potvrdioje sporazum s Kastilijom iduće godine (1128) s mirom iz Tamare koji je utvrdio granice dvaju kraljevstava.
Osvojio je Molinu de Aragon i naselio Monzón godine 1129., prije nego što je opsjedao Valenciju, koja je opet pala nakon Cidove smrti.
Otišao sam sjeverno od Pirineja u listopadu 1130.  kako bi zaštitio Val d'Aran. Početkom 1131., opsjedoa je Bajonu. Spomenuto je kako je vladao "od Belorada do Pallars i od Bajone do Monreala."
Pri opsadi Bajone u listopadu 1131., tri godine prije svoje smrti, objavio je oporuku ostavljajući   kraljevstvo   trima autonomnim redovničkim redovima sa sjedištem u Palestini i politički uvelike neovisnima - templarima, ivanovcima i vitezovima svetoga groba – za čiji je utjecaje možda očekivao da će se međusobno poništavati. Povjesničare će ta oporuka uvelike zbuniti, koji je protumačili kao bizarnu gestu ekstremne pobožnosti neuobičajene Alfonsovom liku, kojom je praktički uništio svoje životno djelo. Elena Lourie (1975.) sugerira da je to bio Alfonsov pokušaj neutraliziranja papinstskog interes u spornom nasljedstvu - Aragon bio leno papinstva od 1068. - i odbijanje Urracina sina   iz prvog braka, Alfonsa VII. Kastilje.  Velikodušne donacije crkvama i opatijama u Kastiliji imale su učinak to da su plemenitaši među klercima bili    korisnici oporuke te time ohrabreni djelovali   kao kočnica ambicijama Alfonsa VII.   da je poništi  – pa ipak među magnatima koji su posvjedočili oporuku godine 1131. nema   niti jedan svećenik. U slučaju da bi njegovu oporuku plemići odbili provesti – dovevši umjesto toga njegovog brata Ramira iz samostana za preuzimanje kraljevskih ovlasti – što Lauriue sugerira da jest bila Alfonsova skrivena namjera.
Njegov završni pohod bio je protiv Mequinenze (1133.) i Frage (1134.), gdje su se s njim borili Garcia Ramirez, budući kralj Navarre,  i jedva 500 drugih vitezova. Bitka je pala 17. srpnja. Bio je mrtav do rujna. Njegov grob je u samostanu San Pedro u Huesci.

## Smrt

### Naslijeđe
Alfonsovu oporuku u kojoj ostavlja   kraljevstvo trima redovima plemstvo je odbacilo te su tražili   moguće nasljednike. Alfonsov jedini brat, Ramiro, bio je benediktinski redovnik od djetinjstva, a njegova predanost Crkvi, njegov temperament i zavjet celibata činili su ga nepodesnim vladati kraljevstvom pod stalnom vojnom prijetnjom i potrebnom stabilnom linijom nasljeđivanja. Posinak pokojnog kralja, Alfonso VII. od Leona, kao vladajući monarh i legitiman potomak Sanča III. od Navare, istaknuo je sebe ali nije zaradio podršku na lokalnoj razini. Plemstvo Navare je stalo uz Pedra de Atarésa, unuka Alfonsovog nezakonitog ujaka, a aragonski plemići su se okupili oko opata-biskupa Ramira. Sazvan je skup kod Borje za postizanje konsenzusa, ali Pedro se toliko otuđio svojom bahatošću od svojih pristaša pa su ga napustili, ali nisu htjeli   Ramira. Konvencija se raspala bez usvajanja kompromisa te su regionalni frakcije djelovale neovisno.
Izbor navarskih kneževa pao je na Garciju Ramireza, kneza Monzóna, potomka nezakonitog sina Garcíje Sáncheza III. i štićenika Alfonsa VII. da bude njihov kralj. Aragonci su izvukli Ramira iz samostana i zakraljili ga, oženivši ga bez papinskog odriješenja s Agnes, sestrom vojvode od Akvitanije, zatim zaručivši njihovu novorođenu kćer za Ramona Berenguera IV., grofa od Barcelone, koji je imenovan Ramirovim nasljednikom. "Rezultat krize koje je proizvela rezultat Alfonsove oporuke bila je velika reorijentacija poluotočkih kraljevstava: odvajanje Aragona i Navare, unija Aragona i Katalonije i - sporna točka koju osobito naglašavaju neki kastilijanski povjesničari - afirmacija ' kastilske hegemonije "u Španjolskoj"od donošenja hommagea za Zaragozu od strane Alfonsovog nasljednika, Ramona Berenguera IV. Barcelone.

### Lažni Alfonso Bojovnik
Negdje vrijeme vladavine Alfonsa II. od Aragona, Bojovnikovog pranećaka, pojavio se čovjek tvrdeći da je Alfonso Bojovnik. Jedini suvremeni spomeni na ovaj događaj su dva pisma Alfonsa II. upućena francuskom kralju Luju VII. Njih je Luju odnio Berengar, biskup Lleida, ali nisu datirana. Prema drugom pismu, varalica je tada živio u Lujevoj domeni, što znači Kneževini Kataloniji, kojom je vladao od Alfonso pod Lujovim nadzorom. Varalica je bio starac (prikladno, jer je Bojovnik umro nekoliko desetljeća ranije) i Alfonso II. je izrazio uvjerenje da će ga Luj uhititi i čim prije i dovesti ga pred lice pravde. Prvo pismo daje dovoljno informacija da ga se otprilike datira jer je biskup boravio na Lujevom dvoru na putu za Rim. Poznato je iz drugih izvora da je Berengar prisustvovao treém laternskom koncilu u ožujku 1179. Pisma su napisana vjerojatno krajem 1178. ili najkasnije u siječnju 1179. Prema ljetopisnom izvoru za godine 1089.  1196., varalicu su primili uz počasti i sjaj u Zaragozi, Calatayudu i Daroci, koje je osvojio Bojovnik, ali   nakon što se saznalo da je bio lažan pogubljen je ispred Barcelone godine 1181. Suvremeni povjesničar Antonio Ubieto Arteta je pretpostavio da su aragonski podređeni kneževi Zaragoze, Calatayuda i Daroce - Pedro de Luesia, Loferrench de Luna, Pedro de Castillazuelo (knez Calatayuda), Pedro Cornel (knez Murillo de Gallego), i majordom Jimeno Artusilla, svi oni nestaju između 1177. i 1181. godine u dokumentaciji svojih posjeda -. podržavali, barem u poečetku, varalicu. Ti kneževi se također   pojavljuju u kasnijoj legendi o Zvonu iz Huesce, koja nema povijesne osnove,  popu t žrtava Ramira II. 1136. Budući da, povijesno gledano, nisu bili aktivni u 1130-tima,  moguće je da je povijesno osnovana legenda o pseudo-Alfonsu imala neki utjecaj na genezu Zvona iz Huesce.
Najraniji izvor bila je kronika o varalici Rodriga Jimeneza de Rade, napisan sredinom trinaestog stoljeća, koja bilježi nekoliko legendi o Alfonsovoj smrti: neki su vjerovali da je poginuo u bitki kod Frage, neki da se njegovo tijelo nikada nije oporavilo, drugi da je pokopan u samostanu Montearagón, a neki da je pobjegao iz Frage posramljen nakon poraza i postao hodočasnik kao čin pokore. Nekoliko godina kasnije, Rodrigo piše, iako ne navodi godinu, da se varalica pojavio i bio primljen od strane mnogih kao borac, iako ga je Alfonso II.  uhitio i objesio. To je bio najstariji spomen kraja varalice. Predaja je pojačana u kasnijim godinama. Prema  "Kronici poluotočnih država" (Crónica de los Estados Peninsulares) iz 14. stoljeća, Bojovnik je otišao na hodočašće u Jeruzalem, gdje je živio mnogo godina. Kronika San Juan de la Peña također pripovijeda o tom incidentu, ali i ona  ovisi u cijelosti o Rodrigu  i poluotočkim državama. Tek je  povjesničar iz sedamnaestog stoljeća Jeronim Zurita napisao svoje Anales de la Corona de Aragón u kojim je dodao  nove detalje u legendu.Zurita datira pojavu varalice u vrijeme smrti Raymonda Berengara IV.  od Barcelone, koji je iskušavao svoju  moć u Aragonu, i nasljeđivanje (još uvijek djeteta ) Alfonsa II. godine 1162. Smrt varalice, vješanjem, mora da se dogodila godine 1163.